# Pop Will Eat Itself

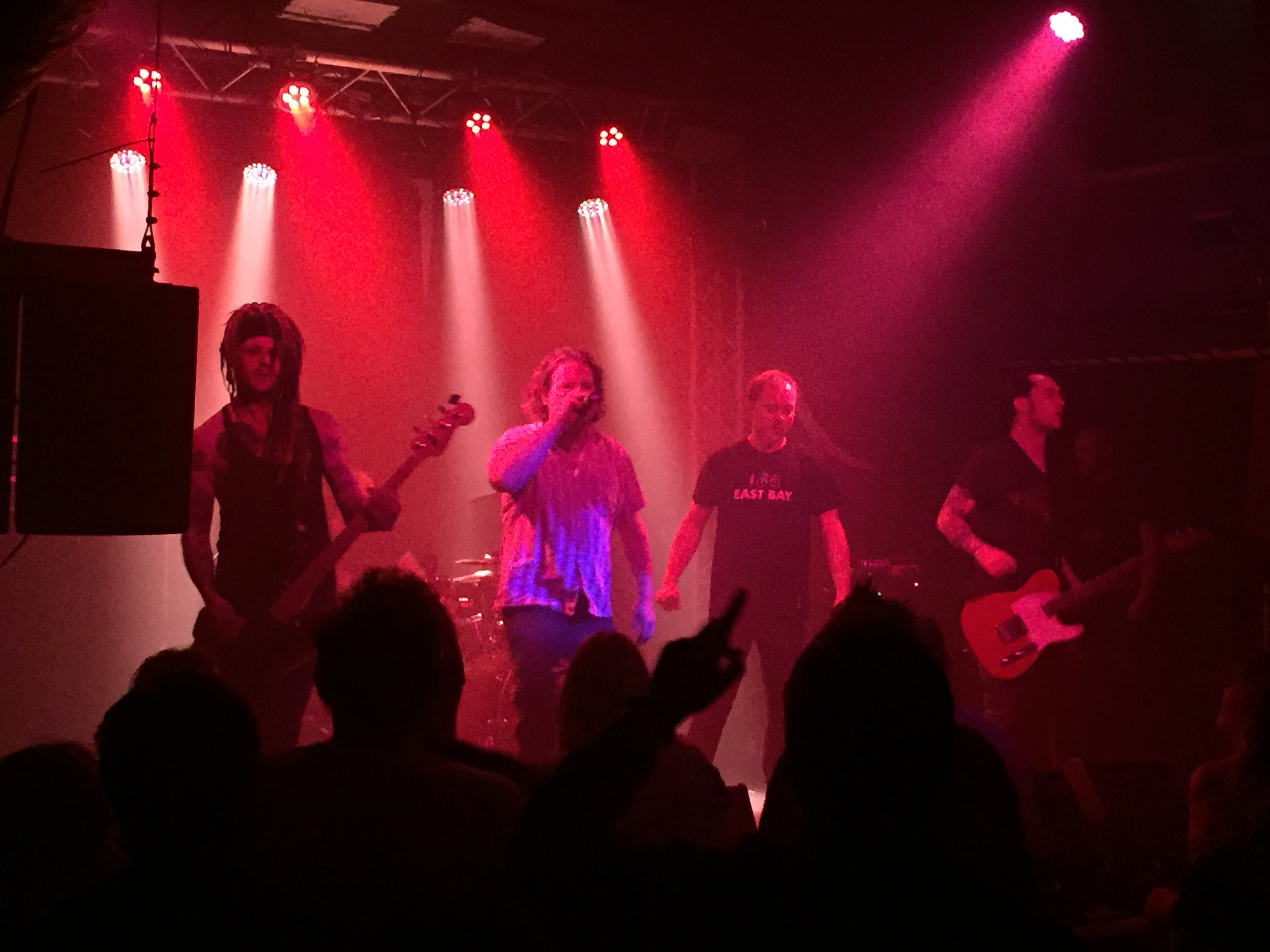
Pop Will Eat Itself, 2015

Pop Will Eat Itself ist eine englische Rockband. Sie wurde offiziell 1986 in Stourbridge unter diesem Namen gegründet, war jedoch bereits seit 1981 unter dem Namen From Eden aktiv.

## Beschreibung

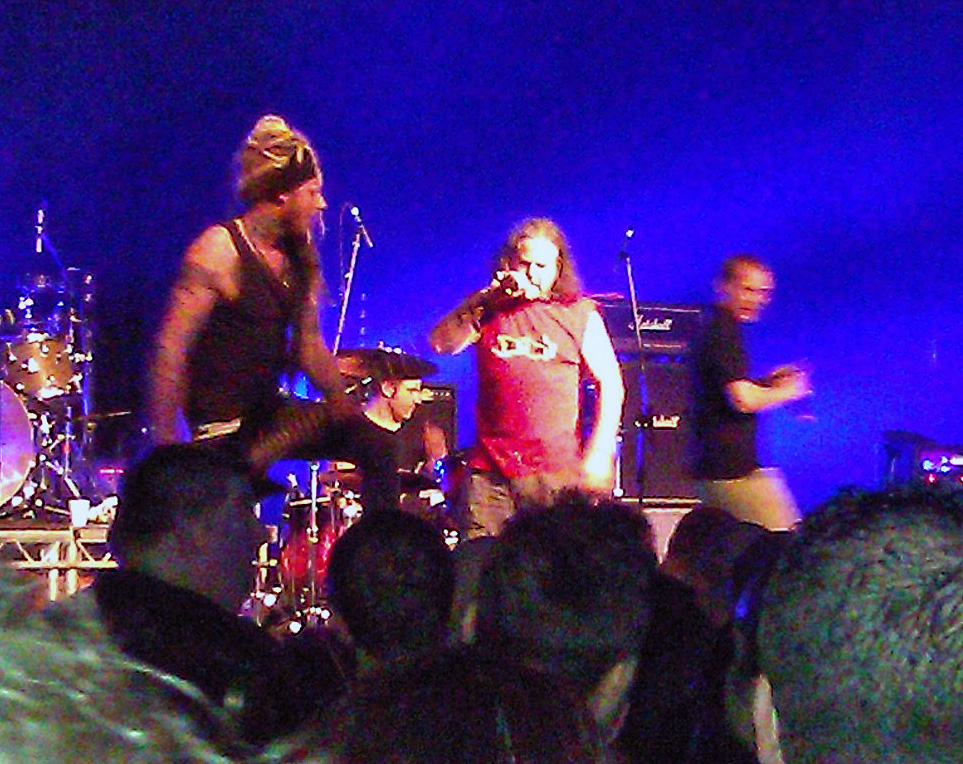
Pop Will Eat Itself, 2012

Die Gruppe nannte sich zunächst From Eden, wechselte mehrfach den Namen und schickte schließlich drei gleiche Demoaufnahmen unter verschiedenen Bandnamen an drei unterschiedliche Plattenfirmen. Für den Namen Pop will Eat Itself erhielt die Gruppe die Rückmeldung, dass zwar kein Plattenvertrag angeboten werde, aber der Bandname würde gefallen. Der Bandname ist inspiriert von einem Artikel David Quanticks im New Musical Express über die Band Jamie Wednesday, in dem angemerkt wurde, dass die Popmusik ihre Ideen stets wiederverwerte und dass schlussendlich der „Pop sich selbst auffräße“ (pop will eat itself).
Der Stil der Gruppe variierte über die Jahre von frühem Alternative Rock und Beastie Boys-Einflüssen über Techno bis hin zu Industrial und Big Beat. Charakteristisch war für sie vor allem in den frühen Jahren eine reichhaltige Verwendung von Musik- und Sprach-Samples aus vielen Bereichen der Medienlandschaft, womit auch der Name der Band erklärt wird. Auf Grund von strengeren Auflagen der Rechteinhaber dieser Inhalte ging der Anteil an verwendeten Samples seit Mitte der 1990er Jahre jedoch stetig zurück. 1993  coverte  die Band das Lied Games Without Frontiers von Peter Gabriel.
Im Jahre 1995 verließ einer der beiden hauptverantwortlichen Songwriter und Frontmänner, Graham Crabb, die Band. 1996, kurz vor Abschluss der Aufnahmen für ein sechstes Studioalbum, löste sich schließlich die ganze Band auf. 2005 kam es zu einer kurz anhaltenden Wiedervereinigung in der vollständigen Besetzung von 1994. 

Seit etwa 2010 ist die Gruppe in neuer Besetzung wieder aktiv, mit Crabb als einzigem ursprünglichem Mitglied. Sie veröffentlichte 2011 zum 25-jährigen Gründungsjubiläum ein neues Studioalbum, das zum Teil noch auf Material für das ursprüngliche sechste Studioalbum und auf neuerem Material von 2005 basiert. 
Im Mai 2015 veröffentlichte die Band ein weiteres Album, das allerdings nur über das bandeigene Merchandising erhältlich ist.
Clint Mansell, der ehemalige zweite hauptverantwortliche Songwriter und Frontmann der Band, ist heute als Filmmusikkomponist (u. a. "Requiem for a Dream", "Moon") tätig.
Trent Reznor schrieb Pop Will Eat Itself einen wichtigen Einfluss auf sein Projekt Nine Inch Nails zu und nahm die Gruppe bei seinem Label Nothing Records unter Vertrag.
Die Gruppe besitzt ein umfangreiches und kreatives Merchandise, das auf The Designers Republic zurückgeht. Einige Stücke sind im Design Museum London ausgestellt.

## Diskographie

### Studioalben
- Box Frenzy (1987)
- This Is the Day…This Is the Hour…This Is This! (1989)
- Cure for Sanity (1990) (erweiterte Wiederveröffentlichung 1991)
- The Looks or the Lifestyle? (1992)
- Dos Dedos Mis Amigos (1994)
- New Noise Designed by a Sadist (2011)
- Anti Nasty League (2015)

### Kompilationen, Remixes, Live-Alben
- Now for a Feast! (1988) (Kompilation von altem Material vor Box Frenzy)
- Weird's Bar and Grill (Live) (1993)
- 16 Different Flavours of Hell (Best of) (1993)
- Two Fingers My Friends! (1995) (Remixes von Dos Dedos Mis Amigos)
- Wise Up Suckers (BMG best of) (1996)
- The Radio 1 Sessions 1986-87 (1997)
- PWEI Product 1986-1994 (Anthologie) (2002)
- Reformation: Nottingham Rock City 20.01.05 (2005)
- Reformation: Birmingham Carling Academy 22.01.05 (2005)
- Reformation: Birmingham Carling Academy 23.01.05 (2005)
- Reformation: London Shepherds Bush Empire 24.01.05 (2005)
- Reformation: London Shepherds Bush Empire 25.01.05 (2005)
- The Best Of (2008)

### EPs
- 2000 Light Ales from Home (1986)
- The Poppies Say GRRrrr! (1986)
- Poppiecock (1986)
- Very Metal Noise Pollution (1989)
- Amalgamation (1994)

### Singles
- Sweet Sweet Pie (1987)
- Love Missile F1-11 (1987)
- Beaver Patrol (1987)
- There Is No Love between Us Anymore (1988)
- Def. Con. One (1988)
- Can U Dig It? (1989)
- Wise Up! Sucker (1989)
- Touched by the Hand of Cicciolina (1990)
- Dance of the Mad (1990)
- X Y & Zee (1991)
- 92°F (1991)
- Karmadrome/Eat Me Drink Me Love Me Kill Me (1992)
- Bulletproof! (1992)
- Get the Girl! Kill the Baddies! (1993)
- R.S.V.P/Familus Horribilus (1993)
- Ich Bin Ein Auslander (1994)
- Everything's Cool (1994)
- Axe of Men 2010 (2010)
- Chaos & Mayhem (2011)
- Disguise (2012)

### Videos
- Unspoilt by Progress VHS (1991)
- Reformation: Birmingham Carling Academy 23.01.05 DVD (2005)